# Le Dernier de la liste
Pour plus de détails, voir Fiche technique et Distribution.
Le Dernier de la liste (The List of Adrian Messenger) est un film américain réalisé par John Huston en 1963, produit par Universal Pictures.

## Synopsis
Adrian Messenger remet à son ami Anthony Gethryn, ancien des Services Secrets britanniques, une mystérieuse liste de noms. Peu après, il meurt dans un "accident" d'avion. Gethryn mène l'enquête.

## Fiche technique
- Titre original : The List of Adrian Messenger
- Scénario : Anthony Veiller, d'après le roman homonyme de Philip MacDonald
- Photographie : Joe Mac Donald et Ted Scaife
- Direction artistique : Alexander Golitzen
- Décors : Oliver Emert
- Musique : Jerry Goldsmith
- Montage : Terry O. Morse
- Production : Edward Lewis
- Genre : Film policier
- Format : noir et blanc
- Durée : 94 minutes
- Date de sortie :
  - États-Unis : 29 mai 1963
- Affiche : Boris Grinsson (France)

## Distribution
- George C. Scott (VF : Maurice Dorléac) : Anthony Gethryn
- Dana Wynter : Lady Jocelyn Bruttenholm
- Clive Brook (VF : René Bériard) : Le Marquis de Gleneyre
- Herbert Marshall (VF : Lucien Bryonne) : Sir Wilfred Lucas
- Kirk Douglas (VF : Roger Rudel) : Le vicaire Atlee / George Brougham / Mr Pythian / Arthur Henderson
- John Merivale (VF : Philippe Mareuil) : Adrian Messenger
- Marcel Dalio (VF : Henry Djanik) : Max Karoudjian
- Gladys Cooper (VF : Lucienne Givry) : Mme Karoudjian
- Bernard Archard (VF : Jacques Dacqmine) : L'inspecteur Pike
- Jacques Roux (VF : Gérard Férat) : Raoul Le Borg
- Tony Huston (crédité Walter Anthony Huston) : Derek Bruttenholm
- Noel Purcell (non crédité) : Un campagnard
- Anita Sharp-Bolster (non créditée) : Mme Slattery
- Jan Merlin : un homme sifflotant / un pasteur / un ouvrier
- Et : Tony Curtis, Burt Lancaster, Robert Mitchum, Frank Sinatra

## Critique
Le film ne fait pas l'unanimité. Pierre Mazars déplore ainsi : « Un metteur en scène engage les plus grandes vedettes, et on pense qu'il pourrait leur dire : « A quoi bon votre gloire et votre talent puisque, nous qui vous avons fait connaître, nous réussissons à empêcher que l'on vous reconnaisse ? » ».